# Geraniol
El geraniol es un monoterpenoide y un alcohol. Compone la mayor parte de los aceites esenciales de las rosas y las citronelas. También se encuentra en pequeñas cantidades en los geranios, limones y otros aceites esenciales. Tiene un olor rosáceo, por lo que es comúnmente empleado en perfumes. Se utiliza en sabores tales como melocotón, frambuesa, pomelo, manzana roja, lima, ciruela, naranja, limón, sandía, piña y arándano.

## Uso
Algunas investigaciones demuestran que el geraniol puede ser un efectivo repelente basado en plantas. Pero por otro lado, también es producido por glándulas de las abejas melíferas para marcar las flores que poseen néctar y localizar la entrada a sus colmenas.
Aunque el geraniol y otros saborizantes (compuestos de sabor) se encuentran normalmente en el tabaco bien envejecido, el geraniol se enumera en un informe de 1994 de las compañías tabacaleras como uno de los 599 añadidos a los cigarrillos para mejorar su sabor.

## Bioquímica
El grupo funcional basado en el geraniol (específicamente el geraniol que carece el terminal -OH) es llamado geranilo. Es importante para la biosíntesis de otros terpenos. Es un subproducto del metabolismo del sorbato y es así un contaminante muy desagradable del vino cuando se permite que crezcan bacterias en el vino.

## Reacciones
En soluciones ácidas, el geraniol se convierte en el ciclo terpeno alfa-terpineol.

## Salud y seguridad
El geraniol debe evitarse en personas con alergia a los perfumes.